# Lijst van burgemeesters van Valkenburg (Limburg)
Dit is een lijst van burgemeesters van de voormalige Nederlandse gemeente Valkenburg (Limburg) tot die gemeente in 1940 fuseerde met Houthem, Oud-Valkenburg en Schin op Geul. Aanvankelijk was dat onder de naam 'Valkenburg' maar op 15 juli 1941 vond de hernoeming plaats tot de gemeente Valkenburg-Houthem.
| Ambtsperiode  | Naam burgemeester           | Partij of stroming | Bijzonderheden |
| ------------- | --------------------------- | ------------------ | --- |
| 1814? - 1830  | F.W. Quaedvlieg             |                    | schout/burgemeester |
| 1830 - 1832   | L. Smeets                   |                    | |
| 1832 - 1843   | J.L. Franssen               |                    | |
| 1843 - 1848   | F.W. Quaedvlieg             |                    | was tot 1830 ook al burgemeester |
| 1848 - 1854   | J.L. Franssen               |                    | was van 1832 tot 1843 ook al burgemeester |
| 1854 - 1870   | A.J. Smeets                 |                    | |
| 1870 - 1891   | mr. R.J.Ch. Loisel          |                    | |
| 1891 - 1894   | Johannes Georgius Wehrij    |                    | |
| 1894 - 1907   | Alphons (A.W.J.) Erens      |                    | tevens burgemeester van Houthem (1900-1912) |
| 1907 - 1912   | Jhr. Jan Alexander van Geen |                    | later burgemeester van Weerselo |
| 1912 - 1917   | J.H.M. Vermeulen            |                    | tevens burgemeester van Houthem; later burgemeester van Princenhage                                                                                                |
| 1917 - (1941) | P.A. Hens                   |                    | tevens burgemeester van Houthem (vanaf 1917) en Oud-Valkenburg (vanaf 1935); in 1941 is de in 1940 ontstane fusiegemeente hernoemd tot gemeente Valkenburg-Houthem |